# Герда Маурус
Герда Маурус (нім. Gerda Maurus; 1903-1968) — австрійська акторка. За національністю хорватка. Спершу іграла у театрі. Під час одного з виступів її помітив режисер Фріц Ланг і запропонував їй зніматися в кіно.

## Фільмографія
- Шпигуни // Spione (1928)
- Жінка на Місяці // Frau im Mond (1929)
- Найбільша зрада // Hochverrat (1929)
- Смерть над Шанхаєм // Tod über Shanghai (1932)
- Білий демон // Der weiße Dämon (1932)
- Невидимий опонент // Unsichtbare Gegner (1933)
- Подвійний // Der Doppelgänger (1934)
- Жінка з дорученням // Ein Mädchen mit Prokura (1934)
- Козак і соловейко // Der Kosak und die Nachtigall (1935)
- Дафне і дипломат // Daphne und der Diplomat (1937)
- Друзі моєї дружини // Die Freunde meiner Frau (1949)
- Маленьке місто йде спати // Die kleine Stadt will schlafen gehen (1954)